# الساندرا نگرینی
الساندرا ویدال د نگریروس نگرینی (زاده ۲۹ اوت ۱۹۷۰) یک هنرپیشه اهل برزیل است. او برای نقش‌هایش در تله‌نوول‌ها و فیلم‌های برزیلی شناخته می‌شود.
الساندرا نگرینی دختر مهندس لوئیز ادواردو اوسوریو نگرینی و نوسا ویدال دنگریروس (از نوادگان آندره ویدال دنگریروس) است، الساندرا که اصالتی پرتغالی و ایتالیایی دارد، برادری به نام پائولو روبرتو دارد. او در سانتوس در ۱۸ سالگی در یک دوره تئاتر ثبت نام کرد و در آن زمان برای انجام تست در شبکه رده گلوبو دعوت شد.

## زندگی شخصی
نگرینی از سال ۱۹۹۸ تا ۱۹۹۹ با موریلو بنیسیو ازدواج کرد. آنها یک پسر دارند. او همچنین از سال ۲۰۰۱ تا ۲۰۰۸ با آوتو خواننده ازدواج کرد که از او یک دختر به نام Betina (متولد ۲۰۰۳) دارد.